# William Degouve de Nuncques
William Degouve de Nuncques (* 28. Februar 1867 in Monthermé, Frankreich; † 1. März 1935 in Stavelot, Belgien) war ein belgischer Landschaftsmaler französischer Herkunft und ein Künstler des belgischen Symbolismus.

## Leben
Aus einer alten französischen Adelsfamilie stammend, ließen seine Eltern sich nach dem Deutsch-Französischen Krieg in Spa und später in Brüssel nieder. Im Jahr 1883 teilte er ein Atelier in Machelen mit Jan Toorop, dessen Einfluss bestimmend wurde und der 1891 ein Porträt von ihm anfertigte. Im Jahr 1894 heiratete er Juliette Massin, eine Schwägerin Émile Verhaerens, die ihn mit den Symbolisten bekannt machte, die ebenfalls einen beträchtlichen Einfluss auf sein Werk hatten.
Er trat der avantgardistischen Gruppe „Les XX“ bei und stellte später in den Räumen der Künstlervereinigung „La Libre Esthétique“ aus. Er reiste viel, unter anderem nach Italien, Spanien, Österreich und Frankreich. Hier malte er seine Parklandschaften, die häufig auch in der Dunkelheit entstanden.
In den Jahren 1900–1902 lebten er und seine Frau auf Mallorca, wo er die raue Küste und die Orangenhaine malte. Um das Jahr 1910 machte er eine religiöse Krise durch. Seine Bilder aus dieser Zeit spiegeln seine Verwirrung wider. Während des Ersten Weltkrieges lebte er als Flüchtling in den Niederlanden und es entstanden lediglich kleinere Werke.
Im Jahr 1919 starb seine Frau und er verlor den Gebrauch einer Hand. Im Jahr 1930 heiratete er seine Pflegerin und siedelte nach Stavelot um, wo er seine letzten fünf Jahre verbrachte und schneebedeckte Landschaften malte.

## Werk

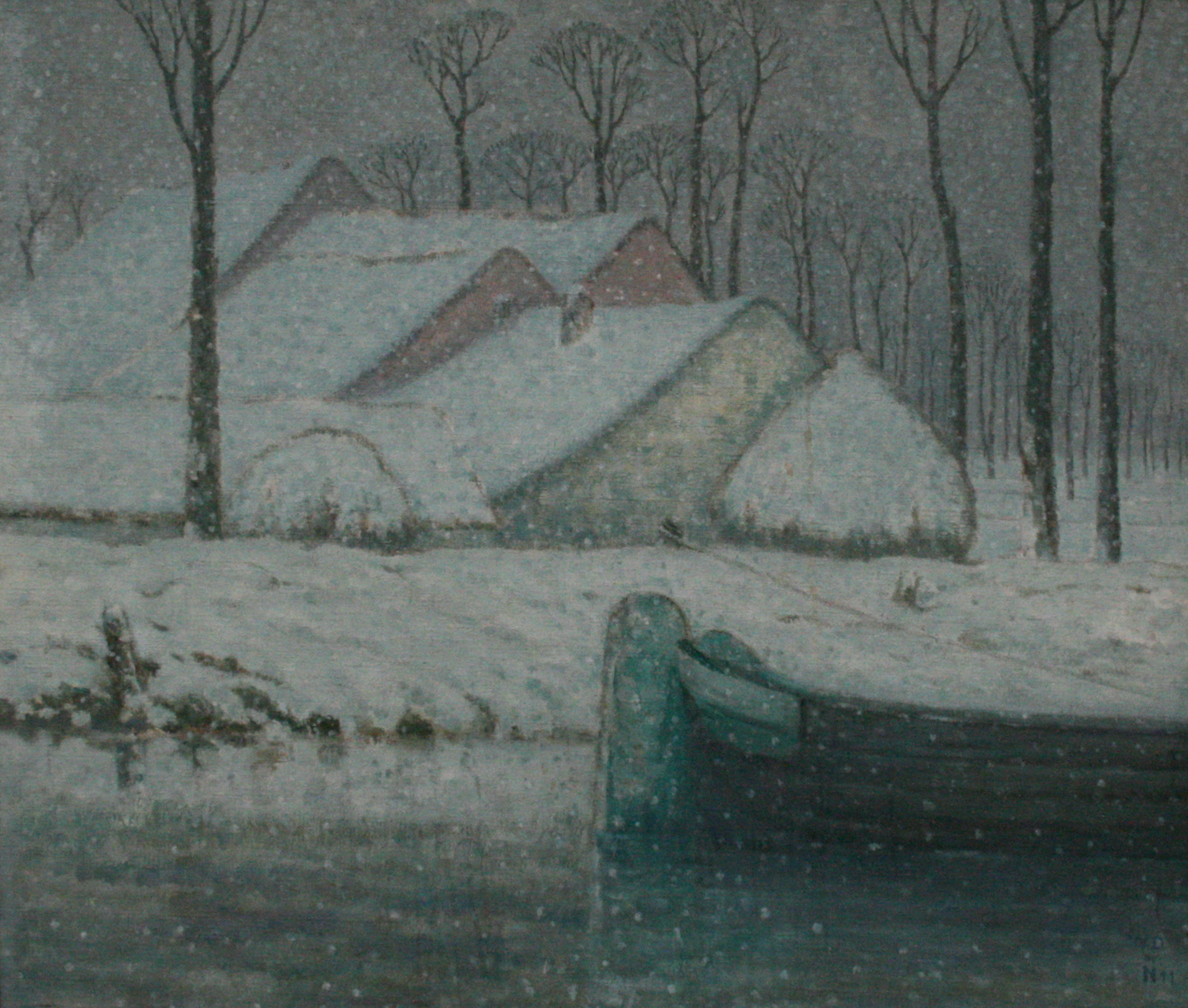
William Degouwe de Nuncques – Verschneite Landschaft mit Lastkahn

Sein Werk umfasst im Wesentlichen Landschaften, die in ein unwirkliches Licht getaucht sind (Cassou, S. 64) und Über den Symbolismus hinaus betrachten ihn manche als einen Vorläufer des Surrealismus (Cassou, S. 65). Sein Werk ergänzt das Bühnenbild zu L’Intérieur von Maurice Maeterlinck. Eine umfassende Sammlung seiner Bilder befindet sich im Kröller-Müller Museum in Otterlo.
Weitere Werke (Auswahl)
- La Maison aveugle, 1893
- Venise la nuit, 1895
- Côte de Deya
- Le Monserrat
- L’Adoration des Mages
- Le Baiser de Judas, 1911
- Les Citronniers à Majorque, 1902